# NGC 3451
NGC 3451 is een balkspiraalstelsel in het sterrenbeeld Kleine Leeuw. Het hemelobject werd op 11 april 1785 ontdekt door de Duits-Britse astronoom William Herschel.

## Synoniemen
- UGC 6023
- MCG 5-26-28
- ZWG 155.35
- IRAS 10516+2730
- PGC 32754